# Halichaetonotus balticus
Halichaetonotus balticus är en djurart som tillhör fylumet bukhårsdjur, och som beskrevs av Kisielewski 1975. Halichaetonotus balticus ingår i släktet Halichaetonotus och familjen Chaetonotidae.
Artens utbredningsområde är Östersjön. Arten är reproducerande i Sverige. Inga underarter finns listade i Catalogue of Life.